# High Voltage (1929)
High Voltage is een Amerikaanse film uit 1929 onder regie van Howard Higgin.

## Verhaal
De film gaat over een buschauffeur en zijn 4 passagiers. Onder hen bevindt zich een vrouwelijke gevangene. Zij wordt begeleid door een detective. De bus rijdt door een afgelegen gebied in Sierra Nevada waar zeer veel sneeuw ligt. De weg wordt steeds onbegaanbaarder en de bus komt vast te zitten in de sneeuw. In de verte zien ze een gebouwtje en daar lopen ze naar toe. Het is een leegstaand kerkje. In de kerk wordt de groep verrast door een zwerver die er al langer verblijft. Zijn confronterende gedrag geeft bij de groep nieuwe complicaties in hun toch al vreemde verstandhouding.

## Rolverdeling
| Acteur           | Personage     |
| ---------------- | ------------- |
| William Boyd     | Bill          |
| Carole Lombard   | Billie Davis  |
| Owen Moore       | Det. Dan Egan |
| Phillips Smalley | Henderson     |
| Billy Bevan      | Gus           |
| Diane Ellis      | The kid       |